# سیارک ۱۱۸۴۷
سیارک ۱۱۸۴۷ (به انگلیسی: 11847 Winckelmann، نامگذاری:1988BY2) یازده هزار و هشتصد و چهل و هفتمین سیارک کشف شده‌است که در ۲۰ ژانویه ۱۹۸۸ کشف شد.
قدر مطلق سیارک برابر ۱۳٫۴۰ است.